# Ipomoea diamantinensis
Ipomoea diamantinensis es una especie de planta floral del género Ipomoea, categorizada en la tribu Ipomoeeae, de la familia Convolvulaceae. Crece y se repodruduce en biomas desérticos o de matorrales.
Fue descrita por J.M.Black ex Eardley. Aparece publicada y registrada en la revista de botánica Flora of South Australia, edición 2: 945 de 1957.

## Descripción
Es una planta que se caracteriza por sus tallos gruesos y huecos. Las hojas pueden ser de 5-15 cm de longitud y de 2-8 cm de ancho. Presenta además un ápice obtuso y un pecíolo de 2-10 cm de longitud. El color de la flor de esta planta suele ser blanco cremoso; cápsula globosa de 9-17 mm de diámetro cuyas semillas contienen pelaje.

## Distribución
La especie se distribuye por Australia, en Nueva Gales del Sur, Australia Occidental, Queensland y Territorio del Norte.